# 毛有猷
毛有猷，字壯其，號觀鴻，贵州福泉人，清朝政治人物，同進士出身。

## 生平
嘉慶二十五年（1820年）庚辰科進士，三甲二十一名，官陝西興平縣知縣。